# 明仁路 (高雄市)
明仁路（Mingren Rd.）為高雄市三民區的東南—西北向道路，起端銜接聯興路，末端為河堤路，總長約600公尺，是高雄河堤社區的主要道路之一。

## 行經行政區域
- 三民區

## 沿線設施
（由東至西）
- 麥當勞高雄明誠店
- 7-ELEVEN明仁門市
- 康是美河堤門市
- 屈臣氏明哲門市
- 路易莎咖啡高雄河堤店
- 全聯福利中心高雄明仁店
- 明仁公共停車場
- 明堤公園
- 春水堂人文茶館河堤店

## 公共自行車
- 高雄市公共自行車租賃系統：
  - 明堤公園：明仁路161號(對面人行道)

## 相關連結
- 高雄市主要道路列表